# Flykten till Egypten
Flykten till Egypten är en berättelse i Nya testamentet, Matteusevangeliet 2:13–23, där Josef från Nasaret och Jungfru Maria fick reda på att kung Herodes avsåg döda nyfödda barn (barnamorden i Betlehem), strax efter besöket från de tre vise männen. De skall då ha tagit med sig Jesusbarnet till Egypten.
I dag betonar man ofta berättelsen, och dess skildring av Jesus som flyktingbarn, i samband med nutida konflikters flyktingströmmar.
Flykten till Egypten är ett vanligt motiv i kristen konst. På 1400-talet blev det populärt att avbilda den heliga familjen i vila under flykten till Egypten även om ingen sådan nämns i de kanoniska evangelierna.

## Flykten till Egypten i konsten

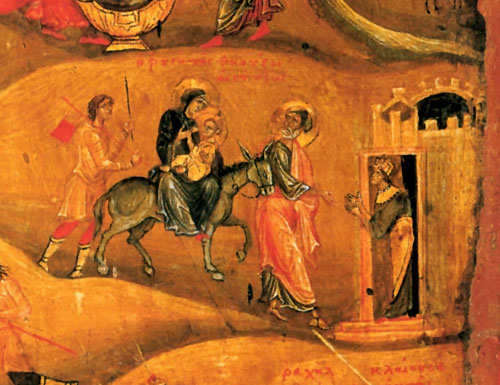
Detalj av ikon från Sankta Katarinaklostret, Sinaiberget i Egypten, 1100-talet
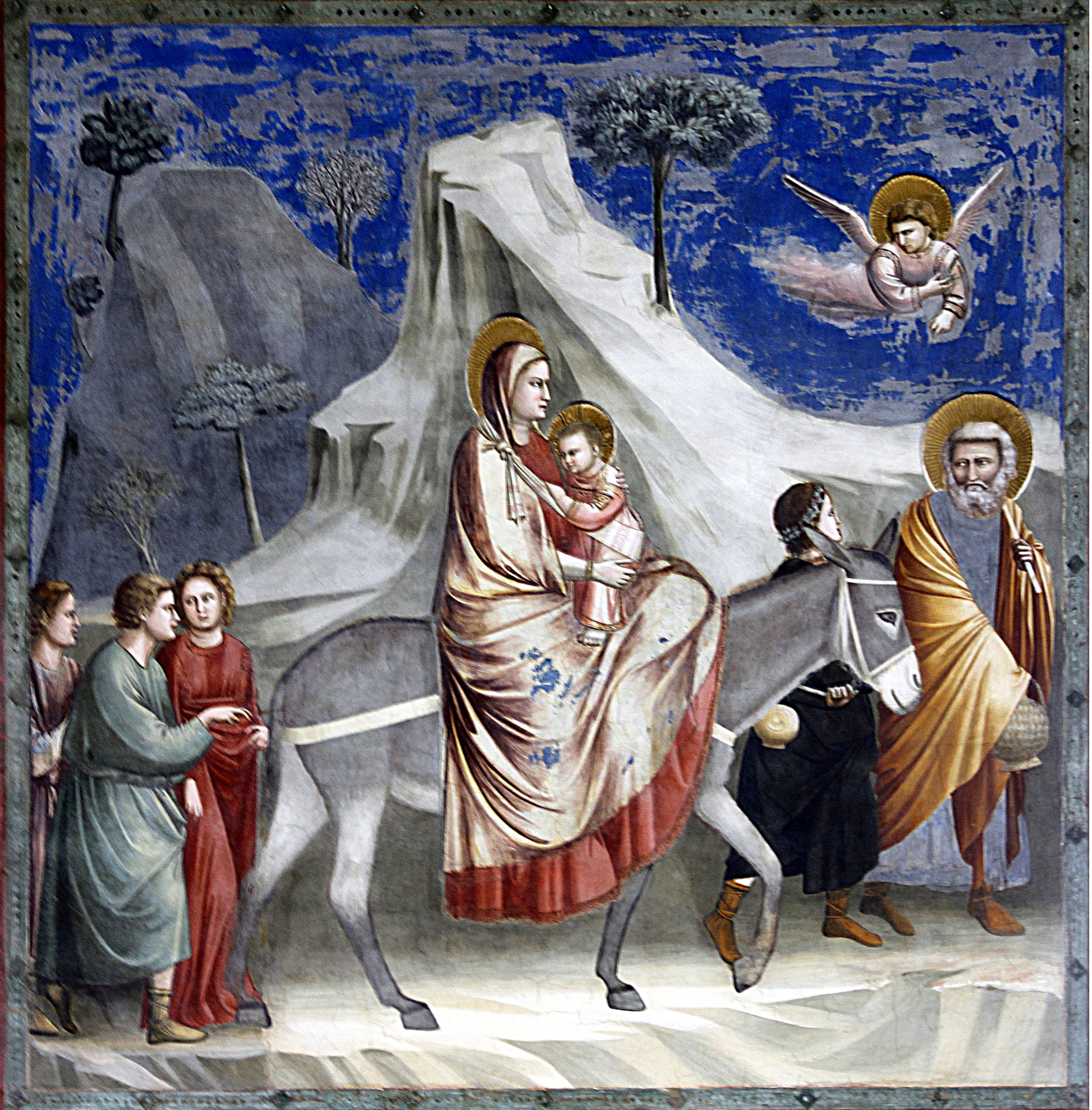
Giotto di Bondone: Flykten till Egypten, 1300-talet
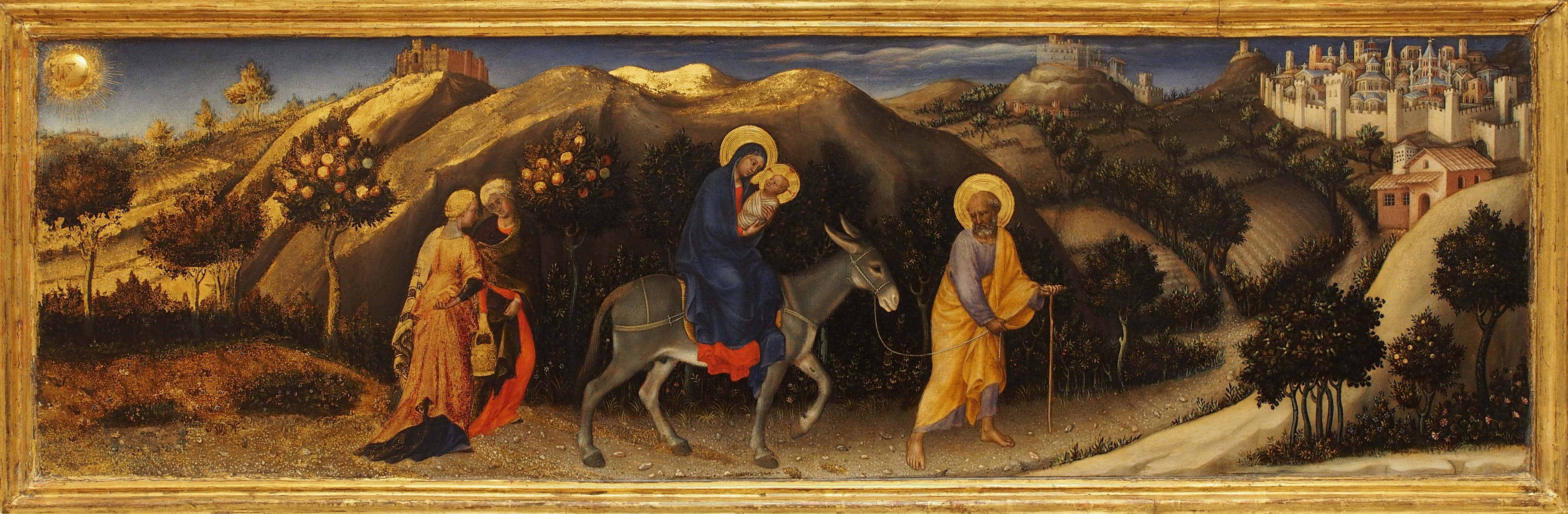
Flykten till Egypten (ingår som predella i Gentile da Fabrianos Konungarnas tillbedjan), 1423
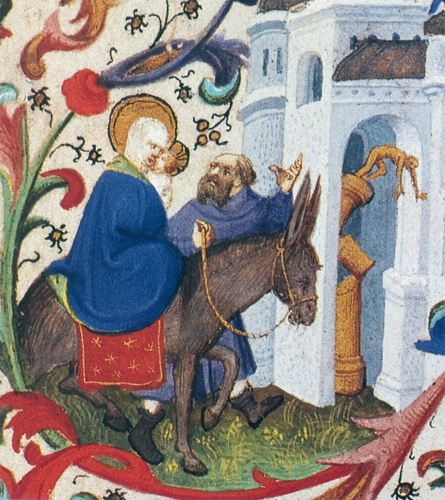
Fresk av Bedford master, 1400-talet
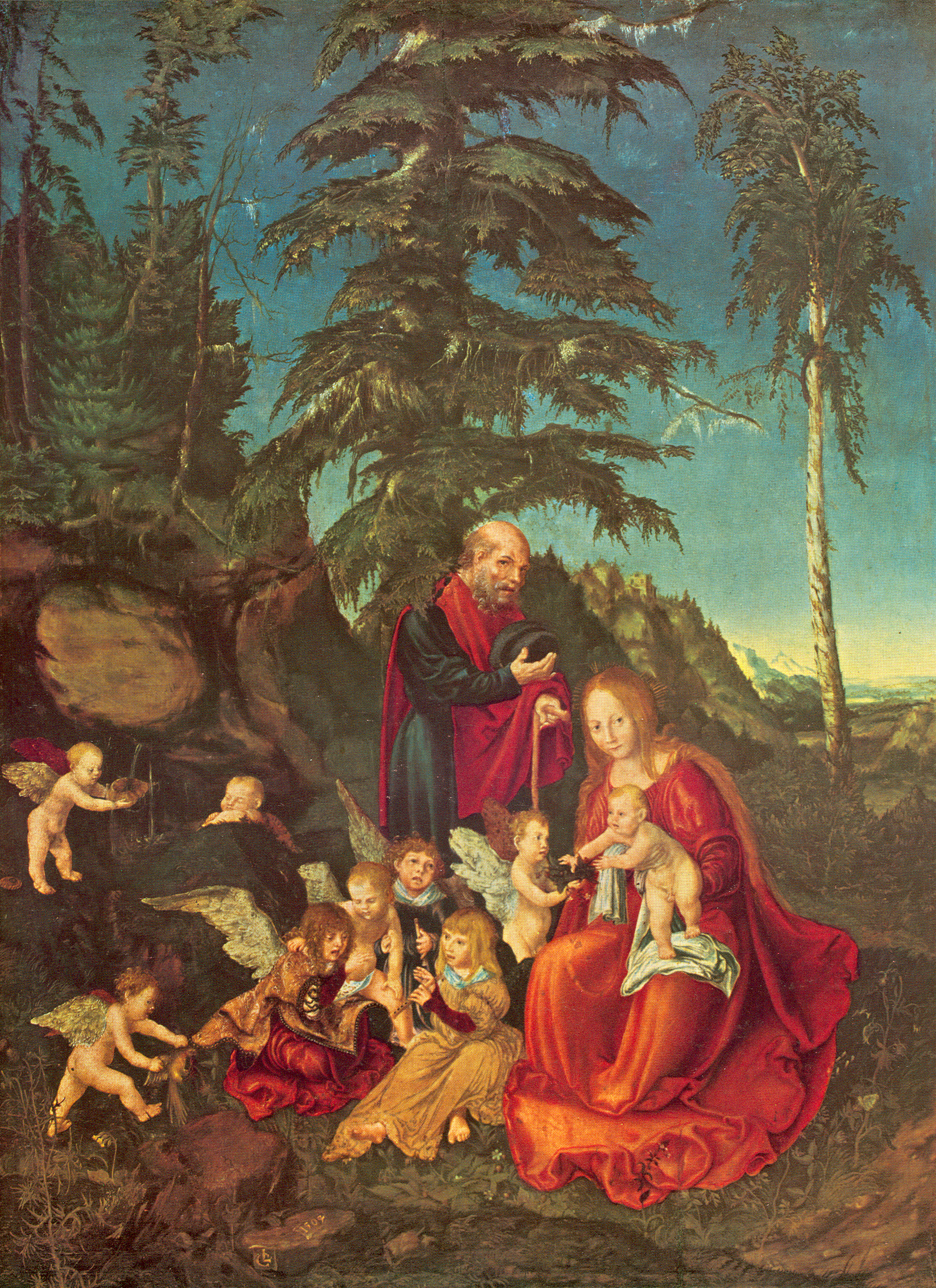
Lucas Cranach den äldre: Vila under flykten till Egypten, 1504
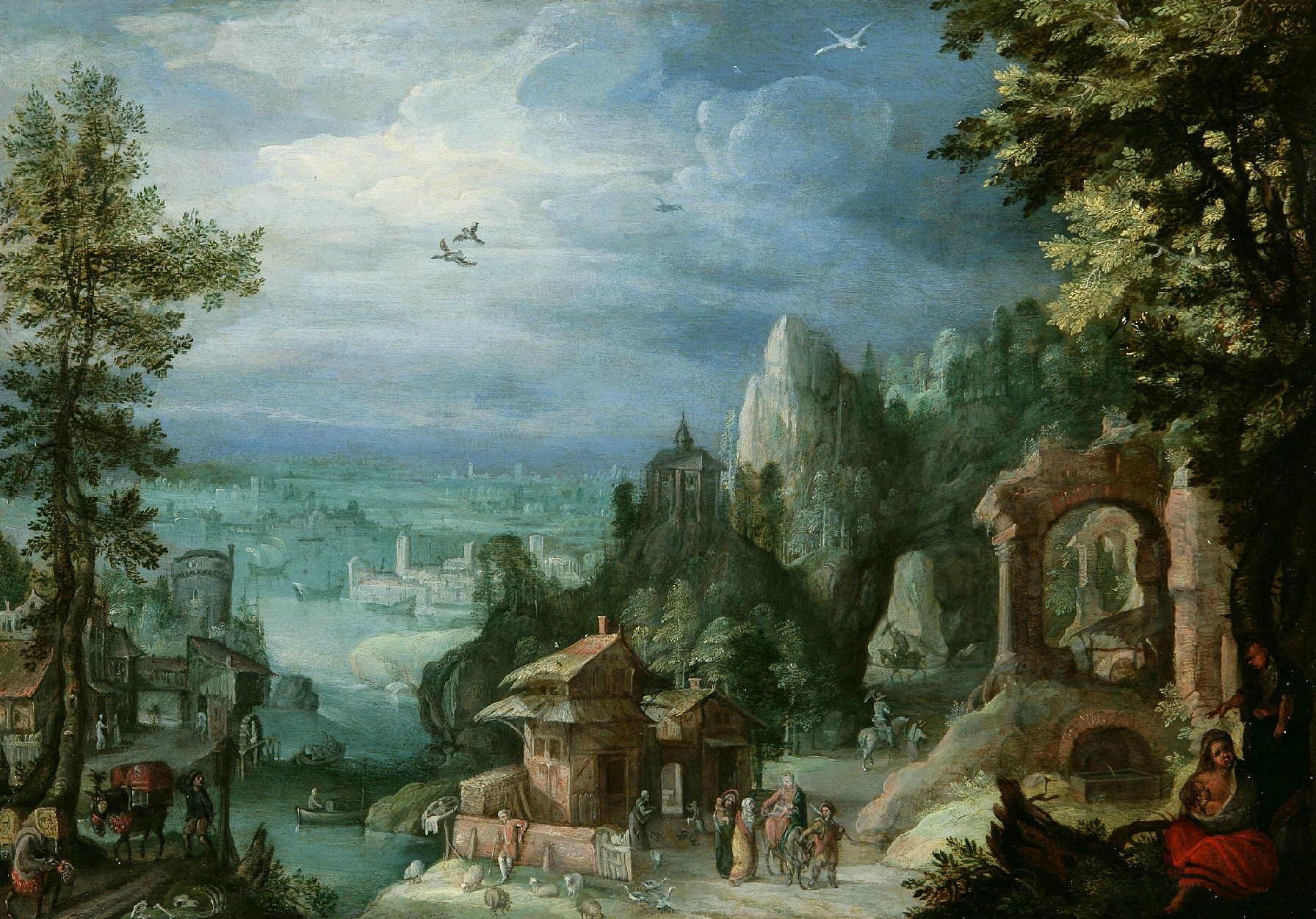
Anton Mirou: Vila under flykten till Egypten, första hälften av 1600-talet
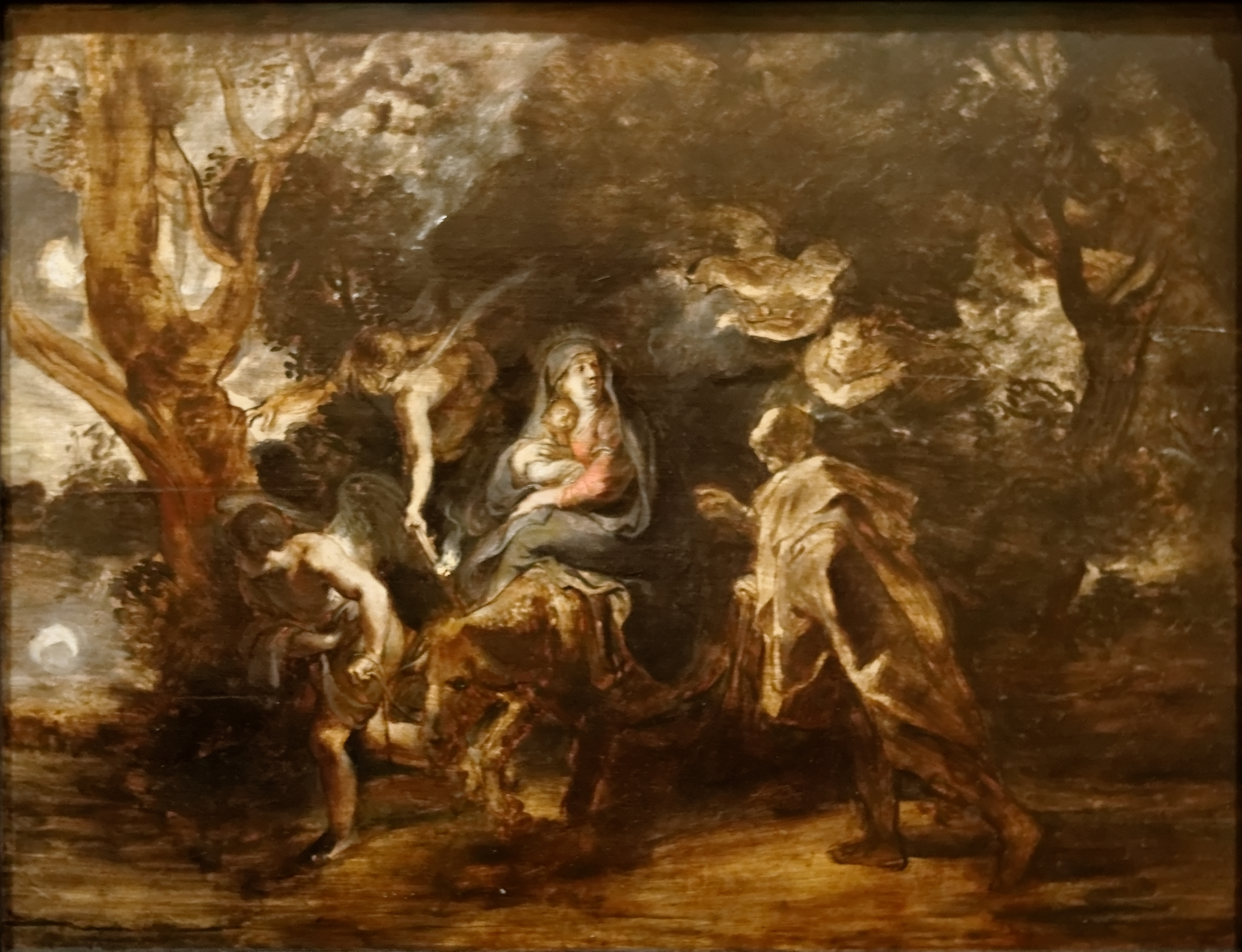
Peter Paul Rubens: Flykten till Egypten, 1630–32
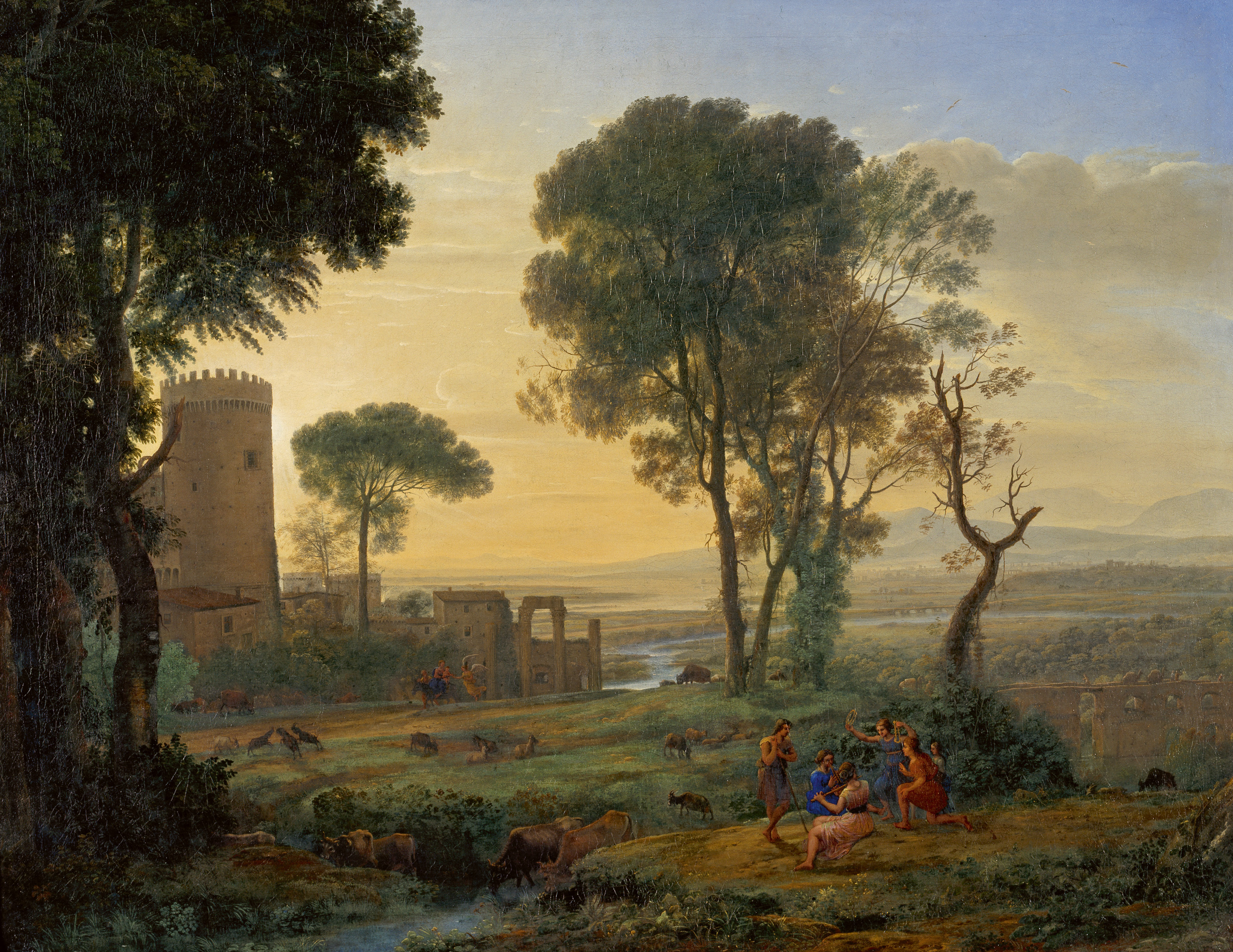
Claude Lorrain: Landskap med flykten till Egypten, 1646.
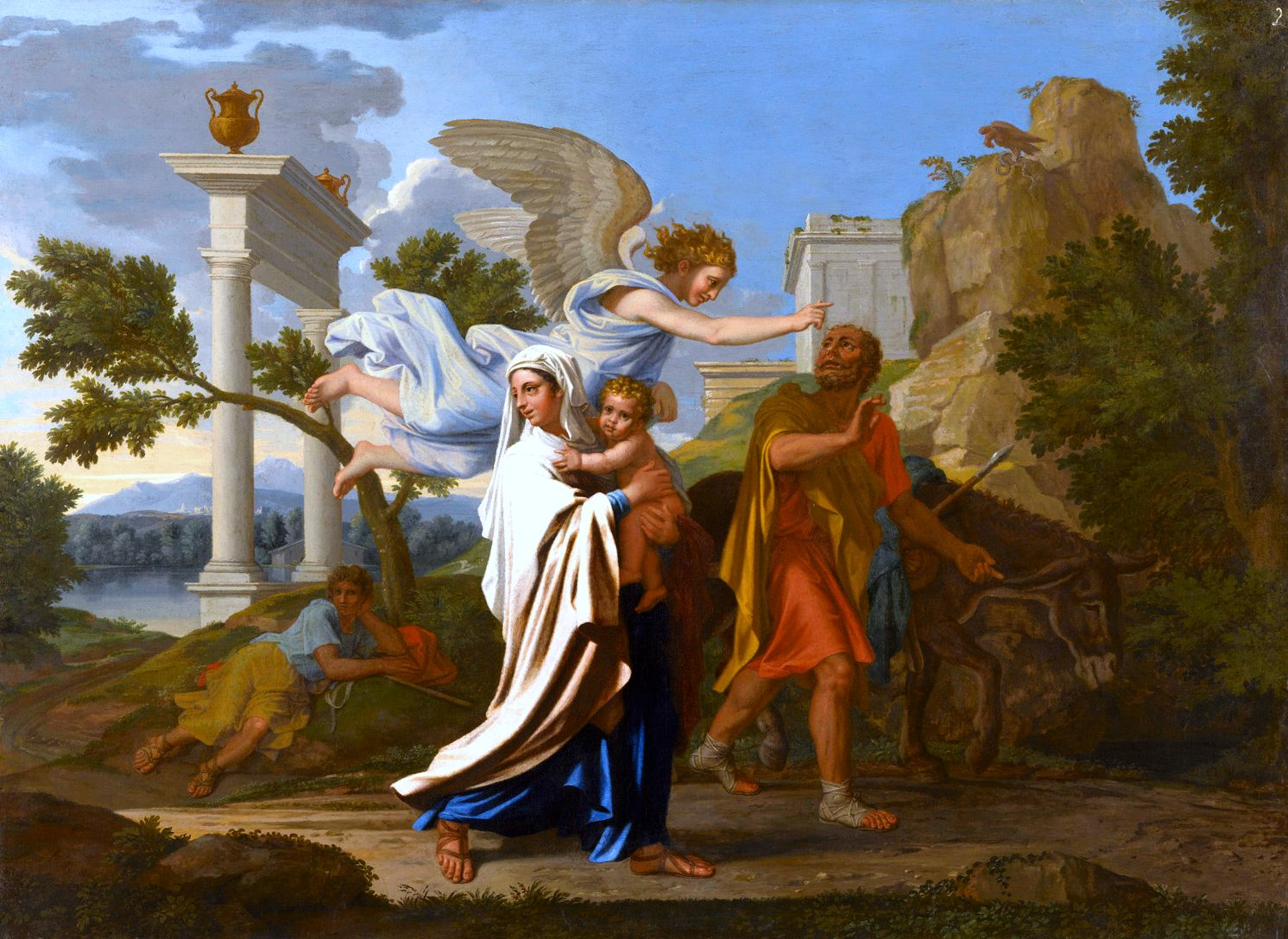
Nicolas Poussin: Flykten från Egypten, omkring 1647.
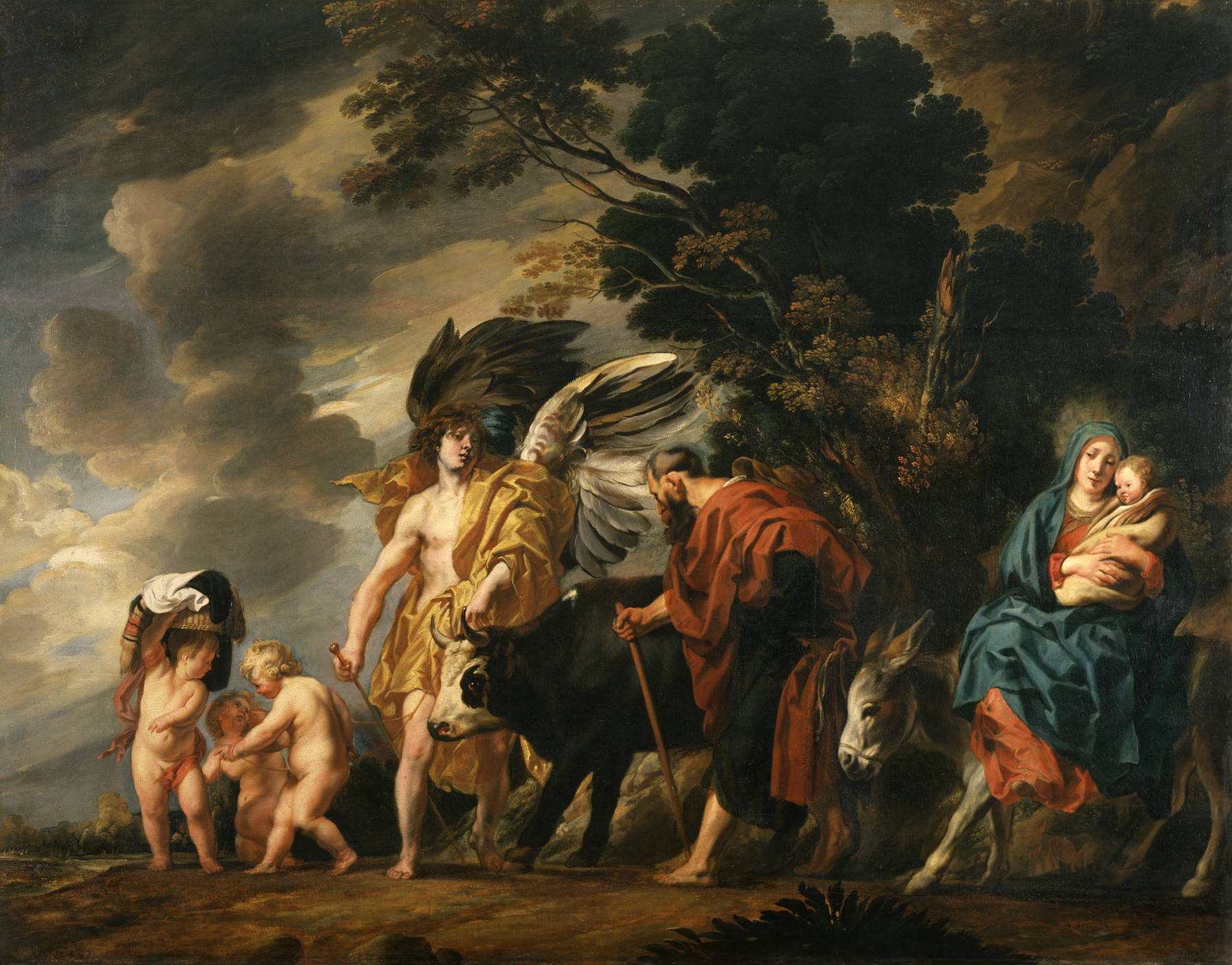
Jacob Jordaens, 1647
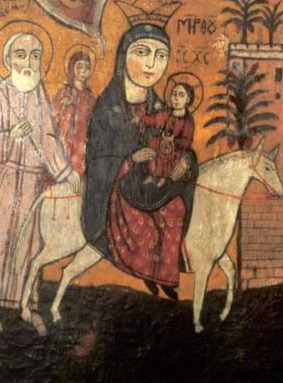
Koptisk ikon från 1600-talet
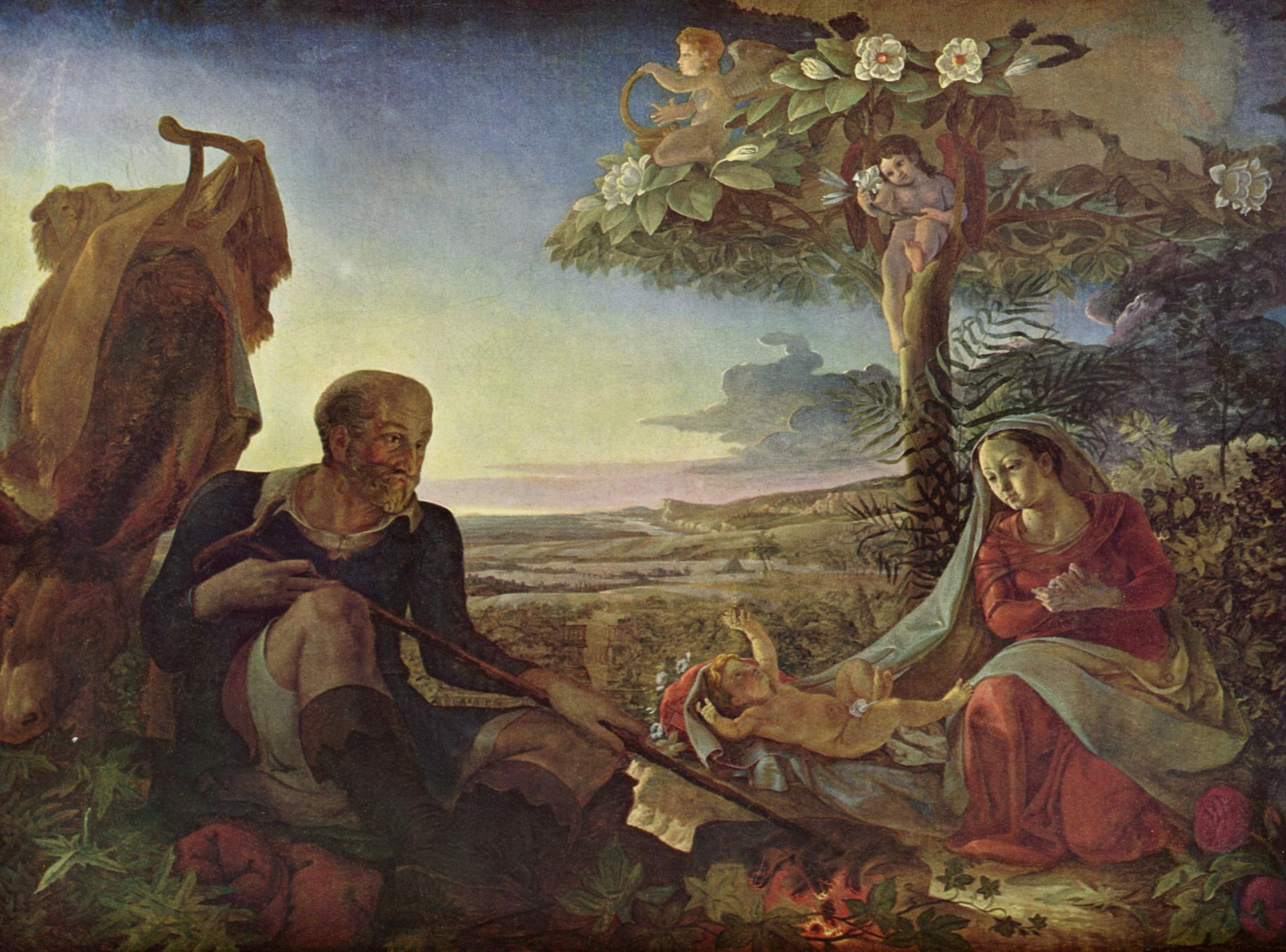
Philipp Otto Runge: Vila under flykten till Egypten, 1805–06
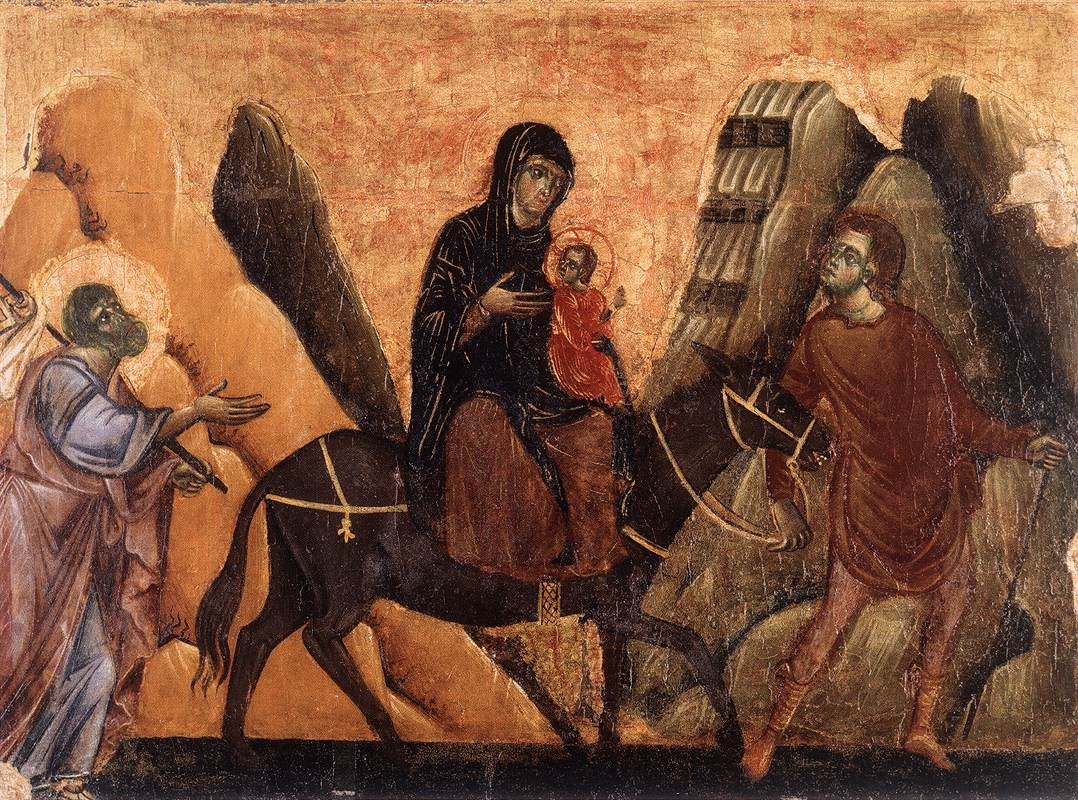
Guido da Siena, 1820-talet
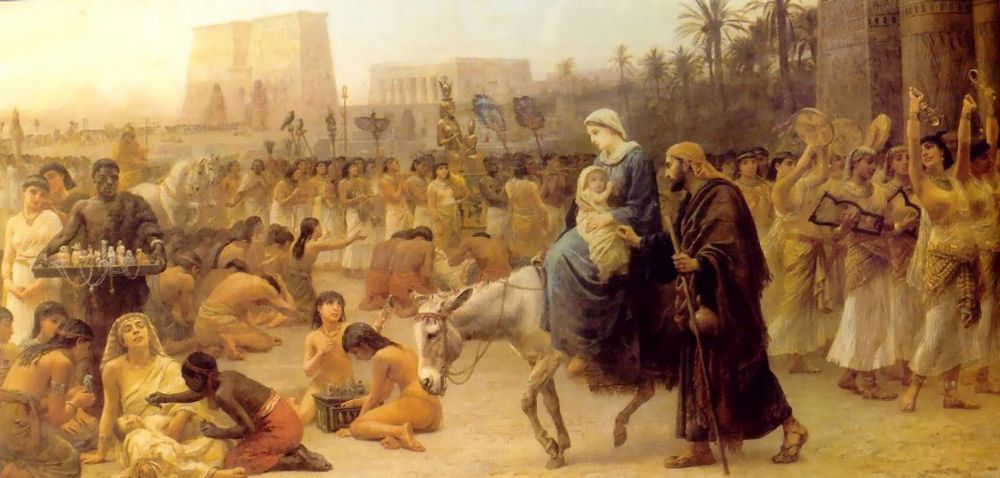
Edwin Long: Anno Domini - Flykten till Egypten, 1800-talet
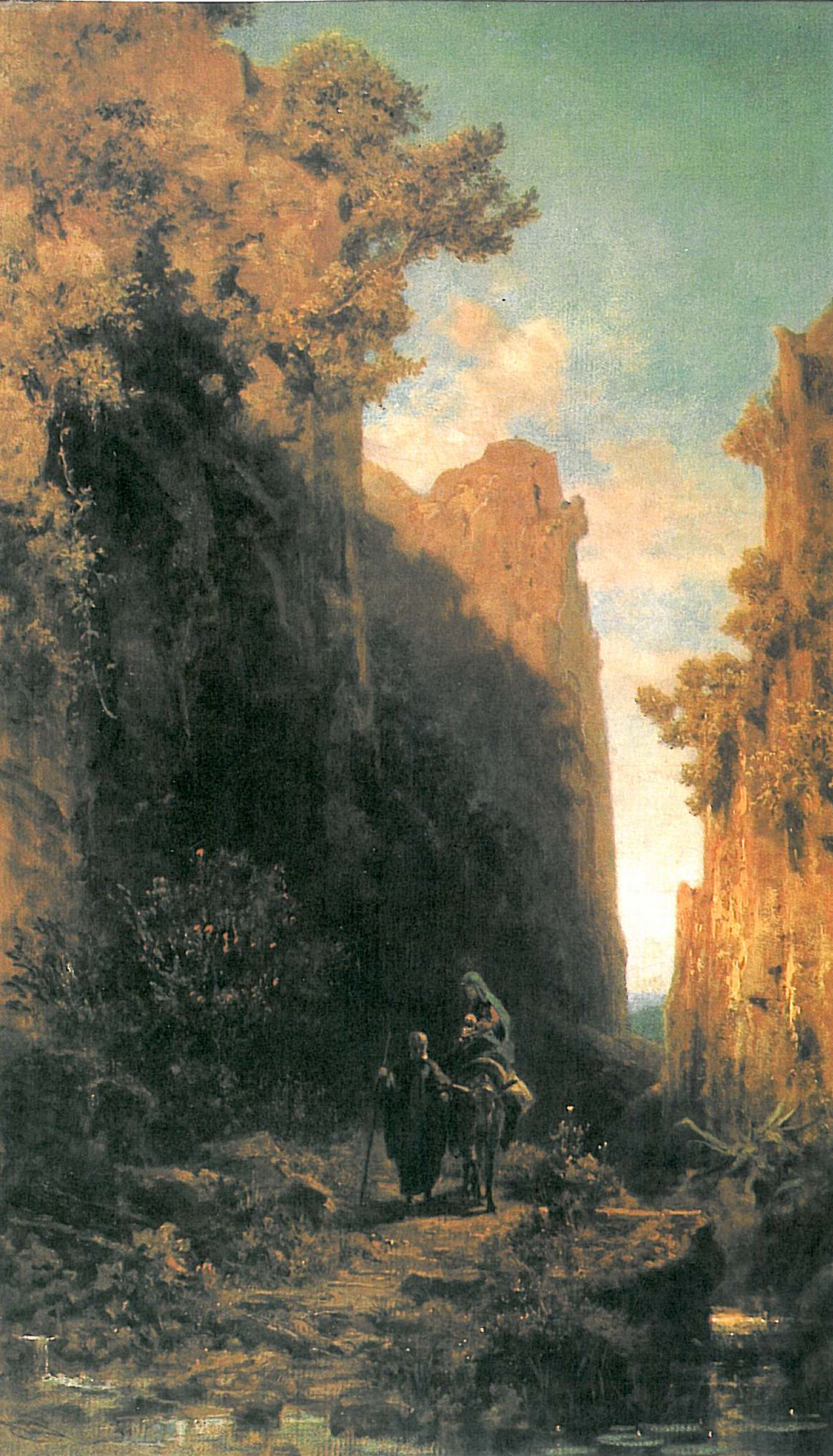
Carl Spitzweg: Flykten till Egypten, 1875–1879
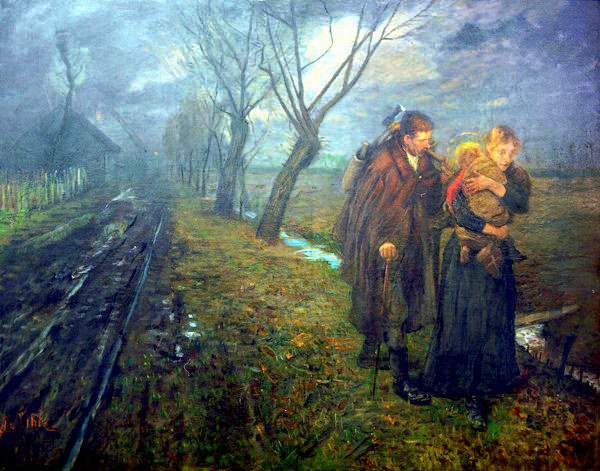
Fritz von Uhde:  Flykten till Egypten, 1895
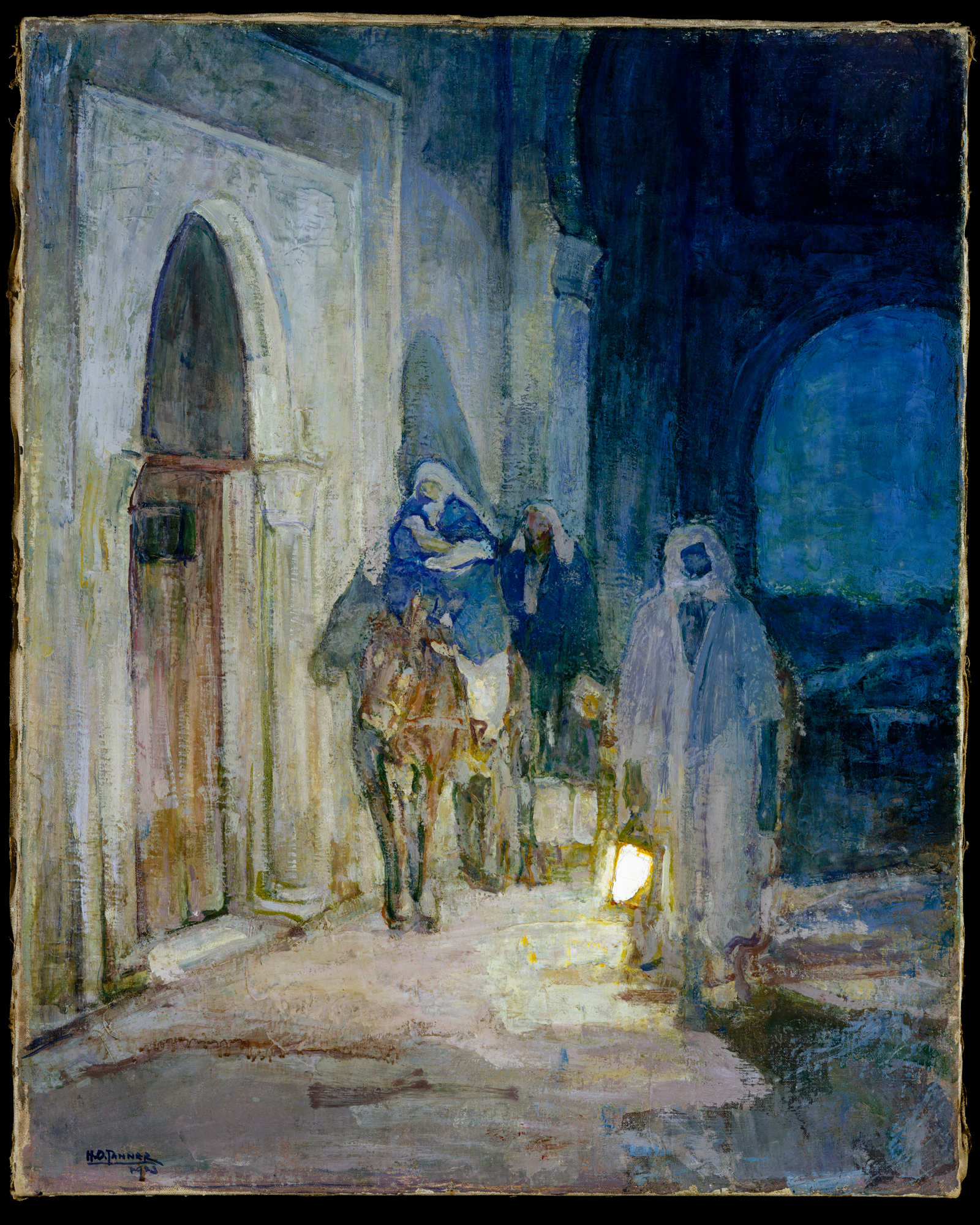
Henry Ossawa Tanner: Flykten till Egypten, 1923
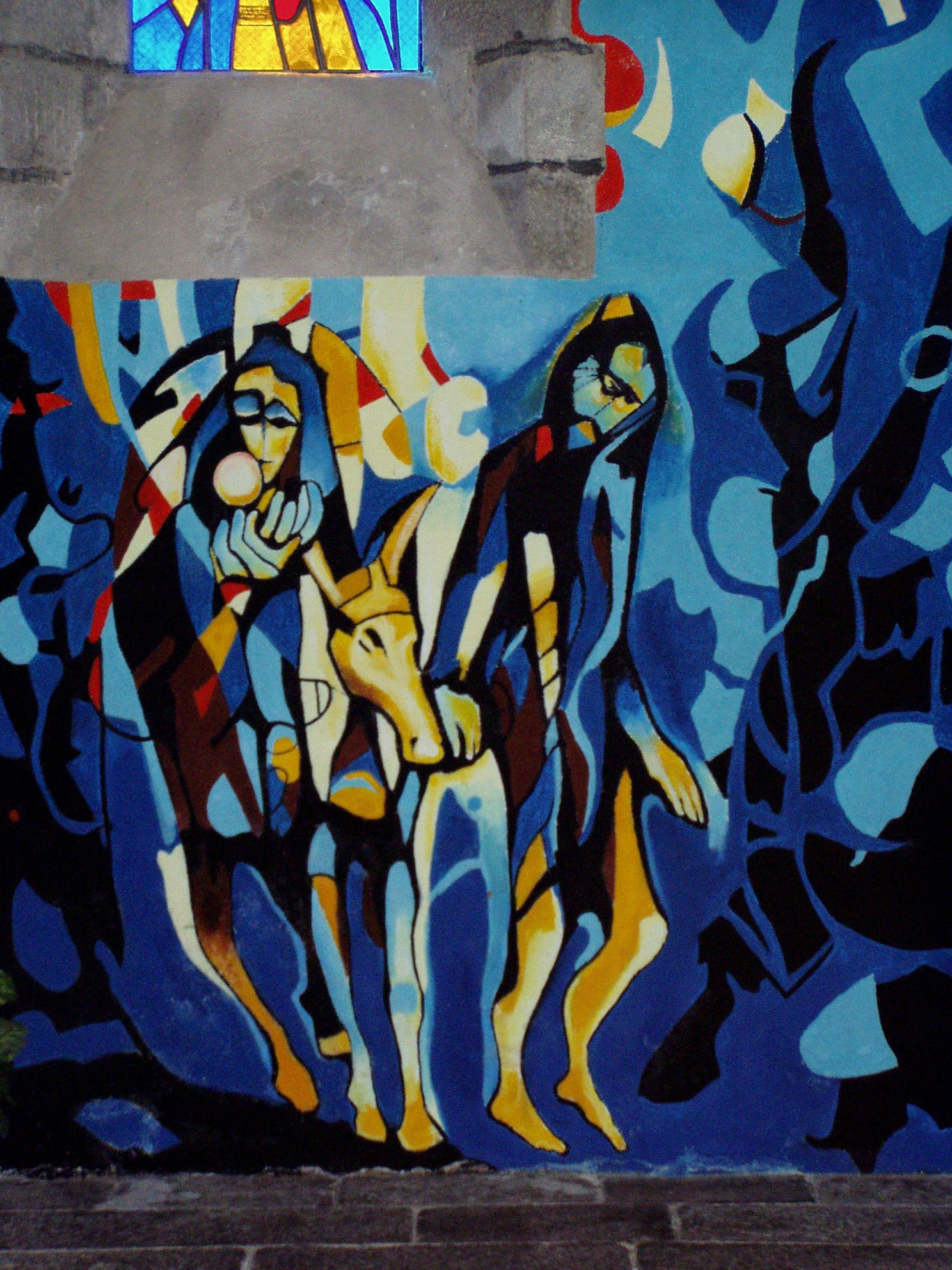
Gabriel Chabrat: fresk, 1986–89